# La Nigérienne
Нигерцы (фр. La Nigérienne) — бывший государственный гимн Нигера. Был утверждён в 1961 году. Отменён 22 июня 2023 года. Был заменён новым государственным гимном " L'Honneur de la Patrie".
21 ноября 2019 года президент Республики Махамаду Иссуфу объявил, что он решил изменить государственный гимн. Комитет, возглавляемый премьер-министром Бирги Рафини, «обязан размышлять над текущим гимном, внося исправления» и «по возможности находить новый гимн, который соответствует текущему контексту Нигера». Созданный в 2018 году, он состоит из нескольких членов правительства и около пятнадцати «экспертов, имеющих опыт написания и музыкальной композиции».
Министр культурного возрождения Ассамана Малам Исса сказал: «Мы должны найти гимн, который может оживить население, быть для нас своего рода военным кличем, чтобы коснуться нашего патриотического волокна».

## Французский текст гимна
Auprès du grand Niger puissant

Qui rend la nature plus belle,

Soyons fiers et reconnaissants

De notre liberté nouvelle !

Evitons les vaines querelles

Afin d'épargner notre sang,

Et que les glorieux accents

De notre race soit sans tutelle !

S'élève dans un même élan

Jusqu'à ce ciel éblouissant,

Où veille son âme éternelle

Qui fera le pays plus grand !
ХОР:

Debout ! Niger ! Debout !

Que notre œuvre féconde

Rajeunisse le cœur de ce vieux continent !

Et que ce chant s’entende

Aux quatre coins du monde

Comme le cri d’un peuple équitable et vaillant!

Debout ! Niger ! Debout!

Sur le sol et sur l’onde,

Au son des tam-tams

Dans leur rythme grandissant,

Restons unis toujours,

Et que chacun réponde

A ce noble avenir

Qui nous dit: — En avant !